# Fonología del guaraní
Se presenta una síntesis de la fonología del guaraní paraguayo.

## Vocales
El guaraní tiene un sistema de doce vocales, /a, e, i, o, u, ʉ/ y sus correspondientes formas nasales. La vocal /a/ se pronuncia central abierta. Las vocales medias /e/ y /o/ se pronuncian intermedias. Fonotácticamente, las vocales /e, i/ funcionan como vocales anteriores, /a,ʉ/ como centrales y /o, u/ como vocales posteriores. La duración de las vocales no está controlada, pero comúnmente las vocales de las sílabas tónicas se pronuncian más largas que las de las sílabas átonas.
|          | Anteriores | Centrales | Posteriores |
| -------- | ---------- | --------- | ----------- |
| Cerradas | i-ĩ (i-ĩ)  | ʉ-ʉ̃ (y-ỹ) | u-ũ (u-ũ)   |
| Medias   | e-ẽ (e-ẽ)  |           | o-õ (o-õ)   |
| Abiertas |            | a-ã (a-ã) |             |

En guaraní es importante diferenciar las vocales orales y nasales porque si se confunde unas con otras el significado puede alterarse rotundamente. Ej: pyta (talón), pytã (rojo). y (agua), ỹ (ausencia)
El guaraní tiene vocales largas y cortas.
Cuando el diptongo está al final de la palabra se rompe y se convierte en hiato.
El guaraní tiene los diptongos:
| AFI          |
| decrecientes |
| ------------ |
| /ei/         |
| /ai/         |
| /oi/         |
| /ui/         |
| /eu/         |
| /au/         |
| /ou/         |
| /uʉ/         |
| /aʉ/         |
| /eʉ/         |
| crecientes   |
| [je]         |
| [ja]         |
| [jo]         |
| [ju]         |
| [wi]         |
| [we]         |
| [wa]         |
| [wo]         |

## Consonantes
|                   |                   | Labiales | Dentales | Alveolares | Post- alveolares | Palatales | Velares   | Glotales |
| ----------------- | ----------------- | -------- | -------- | ---------- | ---------------- | --------- | --------- | -------- |
| Nasales           | Nasales           | m (m)    |          | n (n)      |                  | ɲ (ñ)     |           |          |
| Oclusivas         | sordas            | p (p)    | t (t)    |            |                  |           | k (k)     | ʔ (')    |
| Oclusivas         | sonoras           | mb (mb)  | nd (nd)  |            |                  |           | ŋɡ (ng)   |          |
| Fricativas        | sordas            |          |          | s (s)      | ʃ (ch)           |           |           | h (h)    |
| Fricativas        | sonoras           |          |          |            |                  |           |           |          |
| Aproximantes      |                   | ʋ (v)    |          |            |                  | j (j)     | ɰ-ɰ̃ (g-g̃) |          |
| Vibrantes simples | Vibrantes simples |          |          | ɽ (r)      |                  |           |           |          |
| Laterales         |                   |          |          |            |                  |           |           |          |

Los sonidos marcados en paréntesis son algunos alófonos.
En guaraní las oclusivas sonoras siempre van junto con la nasal correspondiente.
Los sonidos /l/, /nt/ y /ɹ/ solo están presentes en los préstamos léxicos del español.
En guaraní es importante también pronunciar la oclusiva glotal porque el significado puede alterarse. Ej: ka'i (mono), kái (fuego).
El guaraní a diferencia del aimara no tiene consonantes enfáticas.
En la escritura del guaraní "achegety" todas las letras tienen un solo sonido (es fonético) excepto "ch", pero cuenta como una sola letra.

### Realización fonética
Las oclusivas sordas /p/, /t/, y /k/ no se aspiran.
/b, d, ɡ/ se pronuncian tanto como secuencia de nasal más oclusiva [mb, nd, ŋɡ], o como oclusiva con una suave pre-nasalización [mb, nd, ŋɡ].
La /rr/ puede ser pronunciada, bien como vibrante múltiple [ɹ], o bien como, en posición intervocálica, vibrante múltiple [r]

## Acento
En guaraní por lo general la sílaba tónica es la última y son raras las llanas y las esdrújulas.
Llevan acento ortográfico las llanas y esdrújulas pero no las agudas.
En la palabra mbeju /mbe.'ju/ (mbeju, comida tradicional) el acento cae en la última sílaba.
Los diptongos se vuelven en hiatos cuando están al final de la palabra. Ej: Paraguay (asunción) /pa.ɾa.ɰʷa.'ʉ/
La palabra paraguái /pa.ɾa.'ɰʷai/ lleva acento ortográfico porque de no llevarlo sería /pa.ɾa.ɰʷa.'i/
- Datos: Q30145886